# Servilly
Servilly est une commune française, située dans le département de l'Allier en région Auvergne-Rhône-Alpes.

## Géographie

### Localisation
Servilly est située à environ 6,8 kilomètres au nord-ouest de Lapalisse, à l'est du département de l'Allier.
| - OpenStreetMap Limite communale |

### Communes limitrophes
| Cindré                       | Trézelles | Varennes-sur-Tèche |
|                              | Servilly  |                    |
| Périgny, Saint-Gérand-le-Puy |           | Lapalisse          |

### Lieux-dits, écarts et quartiers
La commune compte 107 voies dont 106 lieux-dits administratifs répertoriés.

### Géologie et relief
La commune est classée en zone de sismicité 2, correspondant à une sismicité faible.

### Hydrographie
La commune est traversée par :
- la Besbre, affluent direct de la Loire sur la limite est de la commune ;
- le Gravelon, long de 6,5 km[4], affluent de la Besbre, qui se jette dans la commune limitrophe de Trézelles[5] ;
- le Japprenard, long de 4,4 km[6], affluent de la Besbre.

La commune est aussi baignée  de quelques plans d’eau dont l’Étang fourchu.

### Climat
Pour des articles plus généraux, voir Climat d'Auvergne-Rhône-Alpes et Climat de l'Allier.
En 2010, le climat de la commune est de type climat océanique dégradé des plaines du Centre et du Nord, selon une étude du CNRS s'appuyant sur une série de données couvrant la période 1971-2000. En 2020, Météo-France publie une typologie des climats de la France métropolitaine dans laquelle la commune est dans une zone de transition entre le climat océanique altéré et le climat de montagne ou de marges de montagne et est dans la région climatique Centre et contreforts nord du Massif Central, caractérisée par un air sec en été et un bon ensoleillement.
Pour la période 1971-2000, la température annuelle moyenne est de 11,1 °C, avec une amplitude thermique annuelle de 16,3 °C. Le cumul annuel moyen de précipitations est de 822 mm, avec 11 jours de précipitations en janvier et 7,9 jours en juillet. Pour la période 1991-2020, la température moyenne annuelle observée sur la station météorologique de Météo-France la plus proche, sur la commune de Saint-Léon à 16 km à vol d'oiseau, est de 11,7 °C et le cumul annuel moyen de précipitations est de 857,2 mm,. Pour l'avenir, les paramètres climatiques de la commune estimés pour 2050 selon différents scénarios d'émission de gaz à effet de serre sont consultables sur un site dédié publié par Météo-France en novembre 2022.

## Urbanisme

### Typologie
Au 1er janvier 2024, Servilly est catégorisée commune rurale à habitat dispersé, selon la nouvelle grille communale de densité à 7 niveaux définie par l'Insee en 2022.
Elle est située hors unité urbaine. Par ailleurs la commune fait partie de l'aire d'attraction de Lapalisse, dont elle est une commune de la couronne,. Cette aire, qui regroupe 9 communes, est catégorisée dans les aires de moins de 50 000 habitants,.

### Occupation des sols

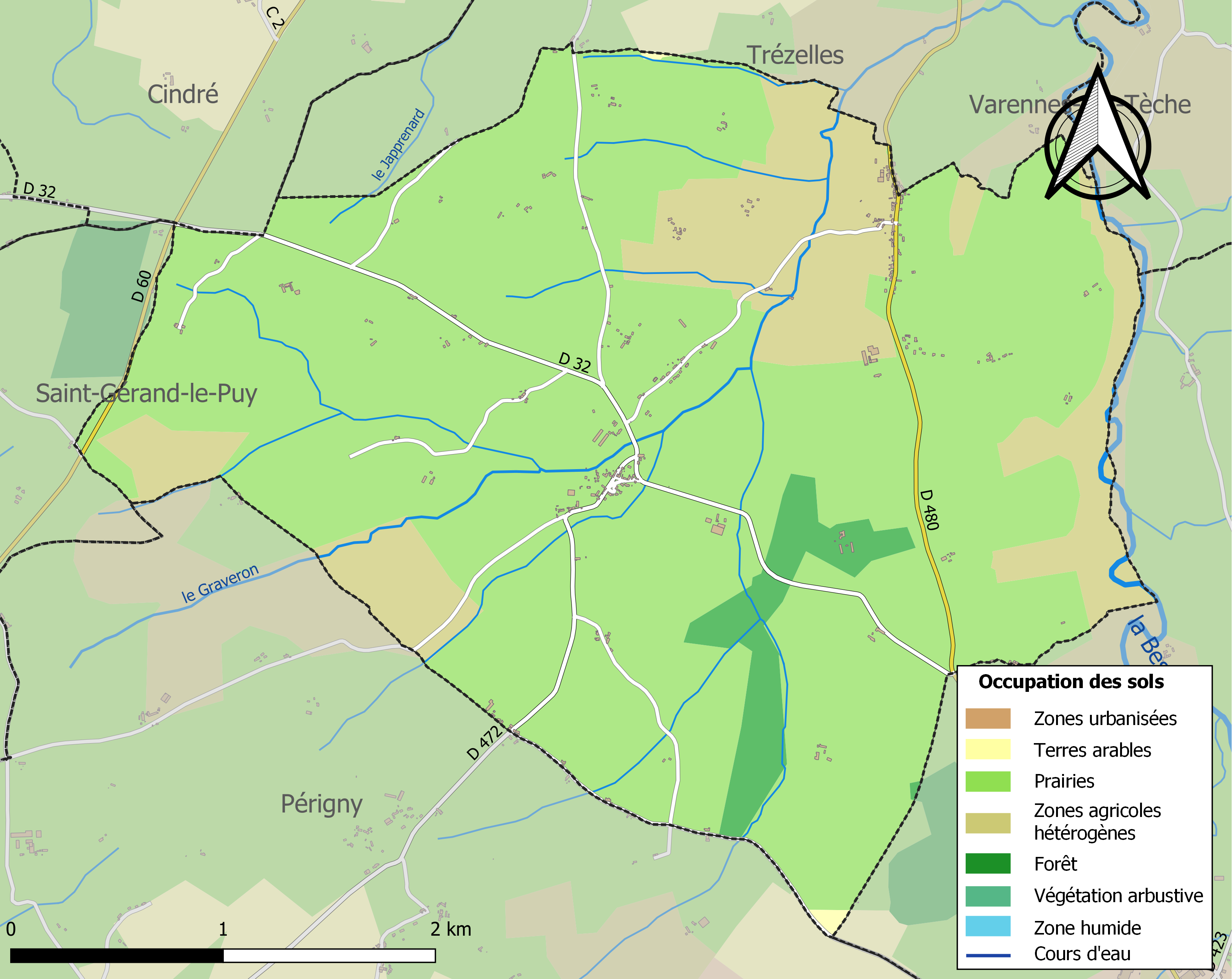
Carte des infrastructures et de l'occupation des sols de la commune en 2018 (CLC).

L'occupation des sols de la commune, telle qu'elle ressort de la base de données européenne d’occupation biophysique des sols Corine Land Cover (CLC), est marquée par l'importance des territoires agricoles (96,5 % en 2018), une proportion identique à celle de 1990 (96,5 %). La répartition détaillée en 2018 est la suivante : prairies (80,5 %), zones agricoles hétérogènes (15,9 %), forêts (3,5 %), terres arables (0,1 %).
L'IGN met par ailleurs à disposition un outil en ligne permettant de comparer l’évolution dans le temps de l’occupation des sols de la commune (ou de territoires à des échelles différentes). Plusieurs époques sont accessibles sous forme de cartes ou photos aériennes : la carte de Cassini (XVIIIe siècle), la carte d'état-major (1820-1866) et la période actuelle (1950 à aujourd'hui).

### Logement
En 2014, le nombre total de logements dans la commune était de 162 (dont 98,2 % de maisons et 1,2 % d’appartements).
Parmi ces logements, 77,2 % étaient des résidences principales, 14,1 % des résidences secondaires et 8,7 % des logements vacants.
La part des ménages propriétaires de leur résidence principale s’élevait à 75 %.

### Voies de communication et transports

#### Voies de communication
Le bourg est traversé par la route départementale 32, reliant Montaigu-le-Blin à la route départementale 480 (qui fut jusque dans les années 1970 la route nationale 480) menant à Lapalisse. Cette dernière traverse l'est du bourg par le lieu-dit la Brosse. Vers le sud, la D 472 relie le centre du bourg à Périgny.

#### Transports
Les gares ferroviaires les plus proches :
- Gare de Saint-Germain-des-Fossés , gare SNCF de la ligne de Moret - Veneux-les-Sablons à Lyon-Perrache, desservie par des trains Intercités et TER Auvergne et gare de bifurcation avec la ligne de Saint-Germain-des-Fossés à Nîmes-Courbessac (dite aussi ligne des Cévennes) et la ligne de Saint-Germain-des-Fossés à Darsac, située à 19,1 kilomètres, (23 minutes).
- Gare de Varennes-sur-Allier, gare SNCF de la ligne de Moret - Veneux-les-Sablons à Lyon-Perrache, desservie par des trains Intercités et TER Auvergne, située à 19,6 kilomètres, (20 minutes).
- Gare de Vichy, gare SNCF de la ligne de Saint-Germain-des-Fossés à Darsac, située à 26,8 kilomètres, (37 minutes).

## Toponymie
Servilly vient de Serviliacum. Servillius (nom de deux familles de l'ancienne Rome ), nom de famille romain auquel s'ajoute le suffixe de langue gauloise acum (« chez / domaine de »).
Dès 1105,  on trouve mention de la paroisse « Parrochia de Salviliis ».

## Politique et administration
| Période                                  | Période   | Identité               | Étiquette | Qualité                                                  |
| ---------------------------------------- | --------- | ---------------------- | --------- | -------------------------------------------------------- |
| Les données manquantes sont à compléter. |           |                        |           |                                                          |
| mars 2001                                | mars 2014 | Georges Dajoux         | DVG       |                                                          |
| mars 2014                                | mai 2020  | Henry-Pierre Saulnier, |           | Retraité des artisans, commerçants et chefs d'entreprise |
| mai 2020                                 | En cours  | Bernard Gaud           |           | Ancien cadre dans les télécommunications (retraité)      |

## Population et société

### Démographie
L'évolution du nombre d'habitants est connue à travers les recensements de la population effectués dans la commune depuis 1793. Pour les communes de moins de 10 000 habitants, une enquête de recensement portant sur toute la population est réalisée tous les cinq ans, les populations de référence des années intermédiaires étant quant à elles estimées par interpolation ou extrapolation. Pour la commune, le premier recensement exhaustif entrant dans le cadre du nouveau dispositif a été réalisé en 2005.

En 2022, la commune comptait 273 habitants, en évolution de −7,46 % par rapport à 2016 (Allier : −1,38 %, France hors Mayotte : +2,11 %).
| 1793 | 1800 | 1806 | 1821 | 1831 | 1836 | 1841 | 1846 | 1851 |
| ---- | ---- | ---- | ---- | ---- | ---- | ---- | ---- | ---- |
| 477  | 477  | 459  | 288  | 514  | 565  | 508  | 600  | 602  |

| 1856 | 1861 | 1866 | 1872 | 1876 | 1881 | 1886 | 1891 | 1896 |
| ---- | ---- | ---- | ---- | ---- | ---- | ---- | ---- | ---- |
| 600  | 611  | 649  | 660  | 675  | 688  | 687  | 646  | 626  |

| 1901 | 1906 | 1911 | 1921 | 1926 | 1931 | 1936 | 1946 | 1954 |
| ---- | ---- | ---- | ---- | ---- | ---- | ---- | ---- | ---- |
| 601  | 561  | 534  | 456  | 454  | 407  | 340  | 340  | 321  |

| 1962 | 1968 | 1975 | 1982 | 1990 | 1999 | 2005 | 2006 | 2010 |
| ---- | ---- | ---- | ---- | ---- | ---- | ---- | ---- | ---- |
| 329  | 311  | 271  | 266  | 284  | 263  | 263  | 259  | 275  |

| 2015 | 2020 | 2022 | - | - | - | - | - | - |
| ---- | ---- | ---- | - | - | - | - | - | - |
| 294  | 275  | 273  | - | - | - | - | - | - |

### Enseignement
Servilly dépend de l'académie de Clermont-Ferrand. Il n'existe aucune école.
Hors dérogations à la carte scolaire, les collégiens sont scolarisés à Lapalisse et les lycéens à Cusset, au lycée Albert-Londres.

## Économie

### Revenus de la population et fiscalité
Le nombre de ménages fiscaux en 2013 était de 114 et la  médiane du revenu disponible par unité de consommation  de 17 254 €.

### Emploi
En 2014, le nombre total d’emploi au lieu de travail était de 27.
Le taux d’activité de la population âgée de 15 à 64 ans s'élevait à 74,2 % contre un taux de chômage de 18,5 % .

### Entreprises et commerces
En 2015, le nombre d’établissements actifs était de vingt-six dont six dans l’agriculture-sylviculture-pêche, trois dans l'industrie, cinq dans la construction, onze dans le commerce-transports-services divers et un était relatif au secteur administratif.
Cette même année, deux entreprises ont été créées par des auto-entrepreneurs.

## Culture locale et patrimoine

### Lieux et monuments
- Château de Gléné

 L'édifice comprend un clocher-mur qui surmonte le chœur.
- Chapelle de la Brosse.

### Héraldique
| Blason de Servilly | Blason  | Parti : au 1er d'azur semé de fleurs de lys d'or à la bande de gueules, au 2e d'hermine au chef d'or chargé d'un lion issant de gueules. |
| Blason de Servilly | Détails | Le statut officiel du blason reste à déterminer.                                                                                         |